# John Lindroth (lekkoatleta)
John „Joppe” Lindroth (ur. 11 lutego 1906 w Porvoo, zm. 12 sierpnia 1974) – fiński lekkoatleta, skoczek o tyczce, medalista mistrzostw Europy z 1934.
Zdobył brązowy medal w skoku o tyczce na mistrzostwach Europy w 1934 w Turynie. Pokonali go jedynie Gustav Wegner z Niemiec i Bo Ljungberg ze Szwecji.
Czterokrotnie ustanawiał rekord Finlandii w tej konkurencji do wyniku 4,03 m (16 sierpnia 1931 w Helsinkach). Był to również jego rekord życiowy.